# Habitatge al carrer Progrés, 19 (l'Hospitalet de Llobregat)
L'habitatge al carrer Progrés número 19 de l'Hospitalet de Llobregat (Barcelonès) és un edifici protegit com a bé cultural d'interès local.
L'edifici fou projectat per l'arquitecte Josep Puig i Gairal l'any 1930, inicialment per a ubicar-hi un centre escolar, actualment l'ús de l'edifici és d'habitatges i comerç a la planta baixa.

## Descripció
És un edifici entre mitgeres, amb planta baixa i pis destinat a escola. L'accés a la planta pis és lateral per una escala centralitzada. La planta baixa és destinada a magatzem. La coberta és de teula a dues vessants. Destaca la cantonada en forma de xamfrà, que presenta un cos elevat de coronament llis i limitat per cornises ben marcades.
Actualment l'edifici presenta un pis més, en el qual hi ha balcons amb reixes que repeteixen un motiu geomètric de fulles de cactus. Les finestres presenten esgrafiats amb decoració vegetal.
L'edifici, com altres obres de Puig Gairal d'inicis de la dècada del 1930, segueix un marcat llenguatge racionalista tot i que la façana participa de models estilístics de l'Art déco, en aquesta s'empren diferents colors a la façana per a elements compositius distints, Aquests junt amb les decoracions florals que omplen els buits de les obertures simulades i els panys entre algunes d'elles, singularitzen l'edifici que esdevé en representatiu de l'evolució artística de Puig i Gairal.